# Jakub Zajączkowski
Jakub Zajączkowski (ur. 9 stycznia 1978) – polski politolog, doktor habilitowany nauk humanistycznych, nauczyciel akademicki, w latach 2016–2019 dyrektor Instytutu Stosunków Międzynarodowych Uniwersytetu Warszawskiego, od lipca 2019 kierownik Katedry Studiów Regionalnych i Globalnych Wydziału Nauk Politycznych i Studiów Międzynarodowych UW.

## Życiorys
W wyborach samorządowych w 1998 bezskutecznie kandydował do Rady Warszawy z listy Unii Wolności. W 2002 ukończył ISM UW (laureat I nagrody w MSZ na najlepszą pracę magisterską), w 2007 uzyskał stopień doktora nauk humanistycznych w zakresie nauki o polityce (rozprawa Indyjska wizja porządku międzynarodowego po zakończeniu zimnej wojny, promotor: Edward Haliżak), zaś w 2015 doktora habilitowanego (rozprawa Przedmiot, teoria i metodologia poziomu analizy regionalnej: studium przypadku regionu Azji Południowej).
Od 2008 zatrudniony w ISM UW jako adiunkt. Pełnił lub pełni funkcje m.in. koordynatora programów wymian studenckich (w tym Erasmus) i projektu badawczego: India-EU Joint House for Science and Innovation (7 Ramowy Program UE); kierownika Centrum Badań nad Współczesnymi Indiami; przewodniczącego European Association of India Study Centres; członka Rady Naukowej European University Center na Uniwersytecie Pekińskim, Europe-China Academic Network, Asia-Europe Human Security Network, India-EU Study Centres Programme; członek komisji rewizyjnej Polskiego Towarzystwa Studiów Międzynarodowych.
Stypendysta m.in. School of International Studies na Uniwersytecie Jawaharlala Nehru (2009), Uniwersytecie Indiany (2009), Uniwersytecie Pekiński (2010), Tribhuvan University (2010) oraz Katholieke Universiteit Leuven (2011). Od 2011 stypendysta Ministra Nauki i Szkolnictwa Wyższego, Stypendysta Fundacji na rzecz Nauki Polskiej (2007–2009). Otrzymywał także nagrody Rektora UW.
Wykładał na wielu uczelniach zagranicznych, m.in. w: Instytucie Nauk Politycznych w Paryżu, Uniwersytecie w Salzburgu, Uniwersytecie Karola w Pradze, Instytucie Nauk Politycznych w Lyonie, Uniwersytecie w Swansea, Uniwersytecie w Madrycie (Autonoma), Uniwersytecie w Heidelbergu, Uniwersytecie Calcutta, Jawaharlal Nehru University, Manipal University, Uniwersytecie Oksfordzkim, Uniwersytecie Pekińskim.
Zainteresowania badawcze obejmują: problematykę państw rozwijających się (zagadnienia polityczne i ekonomiczne), bezpieczeństwo w regionie Azji i Pacyfiku, stosunki międzynarodowe w regionie Azji Południowej i Południowo-Wschodniej, polityka zagraniczna i bezpieczeństwa Indii, polityka gospodarcza Indii i Chin, regionalizm i globalizm, integracja gospodarcza państw rozwijających się, Unia Europejska (polityka zagraniczna i bezpieczeństwa), relacje UE – państwa rozwijające się.
W latach 2016–2019 był dyrektorem ISM UW. Po likwidacji Instytutu w związku z reorganizacją Wydziału Nauk Politycznych i Studiów Międzynarodowych UW, objął kierownictwo nowo powołanej Katedry Studiów Regionalnych i Globalnych.
Jego brat bliźniak, Kamil Zajączkowski, także jest politologiem. Pracuje w Centrum Europejskim Uniwersytetu Warszawskiego.

## Wybrane publikacje
- India in Contemporary World: Polity, Economy and International Relations, wraz z J. Schöttli, M. Thapa, Nowe Delhi 2016
- Azja Południowa i Azja Wschodnia w stosunkach międzynarodowych. Społeczeństwo, gospodarka, polityka, współredakcja z Justyną Nakonieczną, Warszawa 2011
- Strategiczny trójkąt Rosja-Chiny-Indie: szanse i wyzwania w XXI w., wraz z T. Kapuśniakiem, D. Mierzejewskim, Lublin 2009
- Indie w stosunkach międzynarodowych, Warszawa 2008
- Unia Europejska w stosunkach międzynarodowych. Wymiar polityczny, Warszawa 2006